# Trisetum cumingii
Trisetum cumingii là một loài thực vật có hoa trong họ Hòa thảo. Loài này được (Steud.) Parodi ex Nicora miêu tả khoa học đầu tiên năm 1978.